# Dobrzyca (powiat pilski)
Dobrzyca (niem. Borkendorf) – wieś krajeńska w Polsce położona w województwie wielkopolskim, w powiecie pilskim, w gminie Szydłowo.
Wieś królewska należała do starostwa ujskiego, pod koniec XVI wieku leżała w powiecie nakielskim województwa kaliskiego. W latach 1975–1998 miejscowość należała administracyjnie do województwa pilskiego.
Przez wieś przepływa rzeka Głomia oraz Gwda na której powyżej wsi zbudowano zaporę tworząc Jezioro Dobrzyckie.